# Jacob Joseph Bikerman
Josef Jacob Bikerman (russisch Яков Иосифович Бикерман Jakob Iosifowitsch Bikerman; geb. 8. November 1898 in Odessa; gest. 11. Juni 1978 in Cleveland, Ohio)  war ein russisch-US-amerikanischer Chemiker.

## Leben und Tätigkeit
Bikerman war ein Sohn des Schriftstellers Iosif Menassievich Bikerman und dessen Frau Sarah, geb. Margulis. Sein älterer Bruder war der Althistoriker Elias Bickermann. Nach dem Schulbesuch studierte Bikerman von 1916 bis 1921 Chemie an der Universität Sankt Petersburg.
1921 bekam Bikerman eine Assistentenstelle in der Lehre an der Chemie-Abteilung der Petersburger Universität übertragen. Noch im selben Jahr emigrierte er mit seiner Familie nach Deutschland. Ob und wann Bikerman promoviert wurde, ist nicht geklärt (in Russland war die Institution der Promotion nach der Revolution von 1917 zeitweise abgeschafft). Seit 1924 war Bikerman als Assistent im Kaiser-Wilhelm-Institut für physikalische Chemie und Elektrochemie in der Abteilung für Herbert F. Freundlich beschäftigt. Zusammen mit diesem gab er die vollständig überarbeitete, stark erweiterte vierte Auflage des Standardwerks Kapillarchemie heraus.
Bikermans Forschungsschwerpunkt lag auf dem Gebiet der Chemie und Physik von Oberflächen und Kolloiden und der Elektrochemie von Lösungen und Mischungen, von Reibung und Adhäsion.
Nach der Machtergreifung der Nationalsozialisten wurde Bikerman aufgrund seiner jüdischen Herkunft aus dem Kaiser-Wilhelm-Institut verdrängt. Kurz danach entschied er sich zur Emigration nach Großbritannien. Dort erhielt er eine Fellowship an der Manchester University (1935 bis 1937) und anschließend an der Cambridge University (1937 bis 1939). Danach war er in der Privatwirtschaft tätig: Von 1939 bis 1941 fungierte er als Forschungsdirektor der Firma Glass Fibers Ltd. in Glasgow, dann von 1941 bis 1944 in einer entsprechenden Position bei Metal Box Co. in London und schließlich von 1944 bis 1945 als Leiter des Labors der Printin and Allied Trades Researc Association in London.
Nach seiner Emigration wurde Bikerman von den nationalsozialistischen Polizeiorganen als Staatsfeind eingestuft: Im Frühjahr 1940 setzte das Reichssicherheitshauptamt in Berlin ihn daher auf die Sonderfahndungsliste G.B., ein Verzeichnis von Personen, die im Falle einer erfolgreichen deutschen Invasion Großbritanniens durch die Sonderkommandos der SS-Einsatzgruppen mit besonderer Priorität ausfindig gemacht und verhaftet werden sollten. Er war wahrscheinlich ins Visier der Nationalsozialisten geraten, da er in dem Werk Displaced German Scholars: A Guide to Academics in Peril in Nazi Germany verzeichnet war (als Bikerman, J.J.; unter derselben Bezeichnung taucht er ihn der Fahndungsliste auf, auf der auch zahlreiche andere Wissenschaftler unter denselben Namen/Kurznamen wie in dem genannten Werk auftauchen).
Im März 1945 ging Bikerman in die Vereinigten Staaten, wo er zunächst bis 1951 für die Firma Merck & Co. arbeitete. Von 1951 bis 1956 war er bei der Yardney Electrical Company Inc. in New York beschäftigt.
Von 1956 bis 1964 amtierte Bikerman als Supervisor (aufsichtsführender Forscher) des Adhesives Laboratory im Massachusetts Institute of Technology. Von 1964 bis 1970 war er schließlich als Senior Research Associate für die Firma Horizons Inc. in Cleveland tätig. Danach ging er in den Ruhestand, war aber weiterhin beratend tätig. Unter anderem war er von 1974 bis zu seinem Tod Adjunct Professor an der Case Western Reserve University in Cleveland.
Bikerman war Mitglied der Faraday Society und der British Society of Rheology.

## Ehe und Nachkommen
Bikerman war seit 1933 mit der Chemikerin Valentine Leiwand (1908–2005) verheiratet. Mit dieser hatte er zwei Kinder: Den Sohn Michael (* 1934) und die Tochter Dina-Sara (* 1935). 

## Schriften
Als Autor
- Kapillarchemie, 1930. (zusammen mit Freundlich)
- Foams. Theory and Industrial Applications, 1953. (zusammen mit J.M. Perri)
- Surface Chemistry for Industrial Research, 1957.
- The Science of Adhesive Joints, 1961.
- Contributions to the Thermodynamics of Surfaces, 1961.
- Physical Surfaces, 1970.
- The Two Bikermans, 1975 (zusammen mit seinem Bruder Elias Joseph Bikerman)

Als Herausgeber
- Beilsteins Handbuch der Organischen Chemie, 4. Auflage (1928–1935).